# Pieter-Jan L’Ortye
Pieter-Jan Maximiliaan L’Ortye (Brussel, 27 december 1753 - aldaar, 4 januari 1838) was in 1814-1815 secretaris van het (voorlopige) generaal-gouvernement van België en vanaf 1814 de eerste secretaris-archivaris van het Rijksarchief in Brussel. Op 10 juli 1786 trouwde hij met Etiennette-Louise-Alexandrine le Louchier en op 5 februari 1793 met Marie-Françoise Pins. Beide huwelijken bleven kinderloos.
Bij Koninklijk Besluit van 9 november 1814 werd Pieter-Jan L'Ortye aangesteld als secretaris-archivaris van het overheidsarchief bewaard in de gebouwen van de voormalige Rekenkamer in Brussel. Hij vervulde deze functie onbezoldigd, want was daarnaast werd hij op 10 oktober 1815 secretaris van de directeur-generaal voor de Zaken van de Rooms-Katholieke Eredienst. Hierdoor schreef Pierre van Gobbelschroy, minister van Binnenlandse Zaken, over hem dat hij als archivarius weinig of geene werkzaamheden verrichtte. De minister baseerde zich voor deze uitspraak echter op het oordeel van een jonge medewerker van L'Ortye, de ambitieuze Louis-Prosper Gachard. Het archiefwerk werd bovendien erg bemoeilijkt door de gebrekkige huisvesting van het archief, in het Brusselse gerechtsgebouw. Als oplossing voor dit probleem werd de Hallepoort aangepast om een deel van de archieven onder te kunnen brengen.
Aan deze plannen maakte de Belgische Revolutie echter een eind. Toen L'Ortye weigerde het nieuwe bewind te erkennen, werd hij op 30 april 1831 ontslagen. Hij had meer dan 61 jaar in overheidsdienst gewerkt. Opvolger in het Rijksarchief werd zijn enthousiaste adjunct-archivaris Gachard, die daarop de instelling meer dan vijftig jaar zou leiden.